# ネストール・アルメンドロス
ネストール・アルメンドロス（ネスターとも。Néstor Almendros、1930年10月30日 - 1992年3月4日）は、スペインのバルセロナ生まれの映画カメラマン、撮影監督。

## プロフィール
青年時代の1948年に、フランシスコ・フランコ政権のファシズムを恐れた両親の後を追ってキューバに移住する。キューバはバティスタの独裁政権が始まる以前では検閲の緩やかな時代であり、多感な時期に多国籍の映画を数々見ることができたという。やがて自主上映の会・シネクラブを設立したネストールは、次第に映画制作に興味を移す。翌年の1949年に大学の有志達とカフカの短編を原作とした短編映画を制作する。1956年、ローマの「映画実験センター」に留学するも、ネオレアリズモが終焉し保守的になっていた学校の体質に業を煮やし、ニューヨークでスペイン語の教師の職を務めたりしながら、独学で映画制作を続ける。1959年、カストロ政権となったキューバに戻り、主に教育映画の製作を担うが、国有化され、プロパガンダ調の作風を強要されることに反発し、再びキューバを離れてフランスに赴く。シネクラブ時代に知り合っていた映画関係者を通じて映画祭を巡ったり、スペイン語教師で食いつなぐ日々を送る。
やがて訪れたパリで、エリック・ロメールの元でカメラマンの代理を偶然に務めたことがきっかけとなり、カメラマンとしてのキャリアを歩みだす。当初は、ロメールの伝手でテレビ局用の短編映画の仕事を行い、仕事の中で後に活かされる様々な映像技法を培う。その後ロメールは元より、フランソワ・トリュフォーや、ジャン・ユスターシュといったヌーヴェルヴァーグ派の映画作家と親交を深め、その作品を数多く担当した。自然光をたくみに使い、映画、絵画、写真などの博識な芸術知識を活かした斬新で芸術的な映像美は注目を集め、特にフランソワ・トリュフォーとのコンビネーションは、フランス国内のみならず、海外でも評判を集めた。
また、1970年代からはアメリカ映画にも進出、撮影を担当した1978年のテレンス・マリック『天国の日々』でのリアリスティックで芸術的な映像美によりアカデミー撮影賞を受賞した。その後も、ロバート・ベントン、マイク・ニコルズ、マーティン・スコセッシなどとコンビを組み、特に、ロバート・ベントンとは、社会現象ともなった1979年の『クレイマー、クレイマー』や1984年の『プレイス・イン・ザ・ハート』をはじめ、5本の作品を担当している。
穏やかな人柄とともに複数の言語を流暢に操る豊かな教養の持ち主であり、自伝『キャメラを持った男』を執筆した際には、自身の撮影技法を初心者にもわかりやすく解説し、各国の翻訳に対しては監修、校正なども行った。日本語版に関しては冒頭に、黒澤明の『羅生門』、溝口健二の『雨月物語』、を引き合いに日本映画から多大な影響を受けた旨のコメントを寄せ、宮川一夫、中井朝一、厚田雄春を私の先輩と明記して讃辞を送っている。
1992年3月4日、ニューヨークでエイズのため急死。61歳。

## 作品

### 撮影
- パリところどころ Paris vu par... ジャン・ドゥーシェ篇、ロメール篇のみ。労働許可証がなかったためクレジットされず。(1964年)
- コレクションする女 La Collectionneuse (1967年) ロメール
- ワイルド・レーサー The Wild Racers (1968年) ダニエル・ハラー、ロジャー・コーマン
- モア More (1969年) バーベット・シュローダー
- モード家の一夜 Ma nuit chez Maud (1969年) ロメール
- クレールの膝 Le Genou de Claire (1970年) ロメール
- 野性の少年 L'Enfant sauvage (1970年) トリュフォー
- 家庭 Domicile conjugal (1970年) トリュフォー
- ラ・ヴァレ La Vallèe (1971年) シュローダー
- 恋のエチュード Les Deux anglaises et le continent (1971年) トリュフォー
- 愛の昼下がり L'Amour l'après-midi (1972年) ロメール
- にんじん Poil de carotte (1972年) アンリ・グラジアニ
- 珍鳥 L'Oiseau rare (1973年) ジャン＝クロード・ブリアリ
- 日差しの中の女たち Femmes au soleil (1973年) リリアーヌ・ドレフュス
- のたれ死に La Gueule ouverte (1973年) モーリス・ピアラ
- コックファイター Cockfighter (1974年) モンテ・ヘルマン
- ぼくの小さな恋人たち Mes petites amoureuses (1974年) ユスターシュ
- 放浪紳士チャーリー The Gentleman Tramp (1975年) リチャード・パターン
- アデルの恋の物語 L'Histoire d'Adèle H (1975年) トリュフォー
- O公爵夫人 Die Marquise von O... (1976年) ロメール
- セックス・チェンジ Cambio de Sexo (1976年)
- 恋愛日記 L'Homme qui aimait les femmes (1977年) トリュフォー
- これからの人生 La Vie devant soi (1977年) モーシェ・ミズラヒ
- 緑色の部屋 La Chambre verte (1978年) トリュフォー
- 天国の日々 Days of Heaven (1978年) マリック
- ゴーイング・サウス Goin' South (1978年) ジャック・ニコルソン
- 聖杯伝説 Perceval le Gallois (1978年) ロメール
- ココ・言葉を話すゴリラ Koko, le gorille qui parle (1978年)  シュレデール
- 逃げ去る恋 L'Amour en fuite (1979年) トリュフォー
- クレイマー、クレイマー Kramer vs. Kramer (1979年) ベントン
- 青い珊瑚礁 The Blue Lagoon (1980年) ランダル・クレイザー
- 終電車 Le Dernier métro (1980年) トリュフォー
- ソフィーの選択 Sophie's Choice (1982年) アラン・J・パクラ
- 殺意の香り Still of the Night (1983年) ベントン
- 海辺のポーリーヌ Pauline à la plage (1983年) ロメール
- 日曜日が待ち遠しい! Vivement dimanche! (1983年) トリュフォー
- プレイス・イン・ザ・ハート Places in the Heart (1984年) ベントン
- 心みだれて Heartburn (1986年) ニコルズ
- 消えたセクシー・ショット Nadine (1987年) ベントン
- イマジン Imagine: John Lennon (1988年) アンドリュー・ソルト
- ニューヨーク・ストーリー New York Stories (1989年) スコセッシ篇のみ
- ビリー・バスゲイト Billy Bathgate (1991年) ベントン

## 著作
- キャメラを持った男、武田潔訳　筑摩書房（1990年6月、絶版）ISBN 4480871640